# Club Deportivo 28 de Abril
El Club Deportivo 28 de abril es un equipo de fútbol profesional de Ibarra, Provincia de Imbabura, Ecuador y se desempeña en la Segunda División.
Está afiliado a la Asociación de Fútbol Profesional de Imbabura.

## Estadio
- Datos: Q5489455